# Колібрі синьочеревий
Колі́брі синьочеревий (Colibri coruscans) — вид серпокрильцеподібних птахів родини колібрієвих (Trochilidae). Мешкає в Андах і на Гвіанському нагір'ї.

## Опис

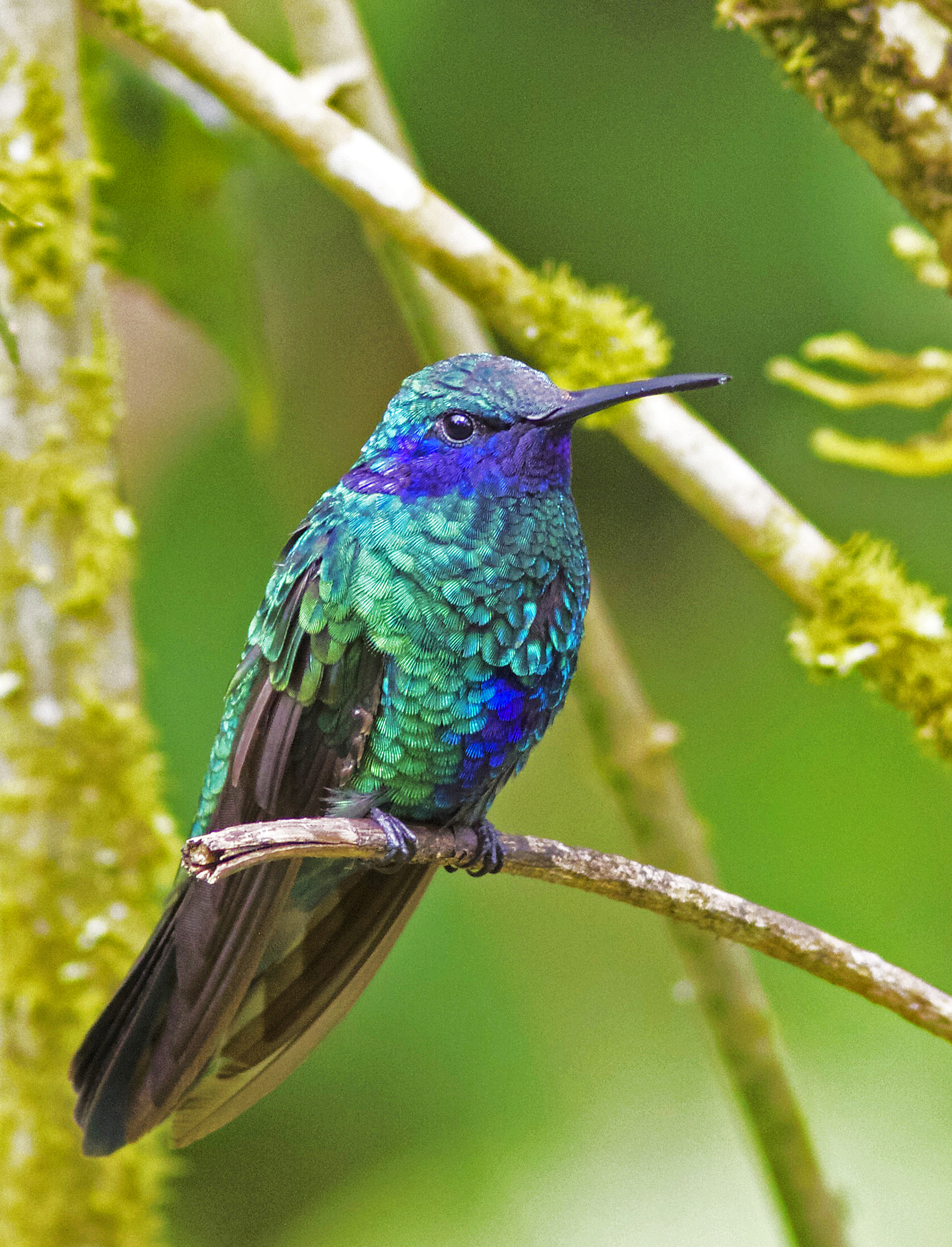
Синьочеревий колібрі

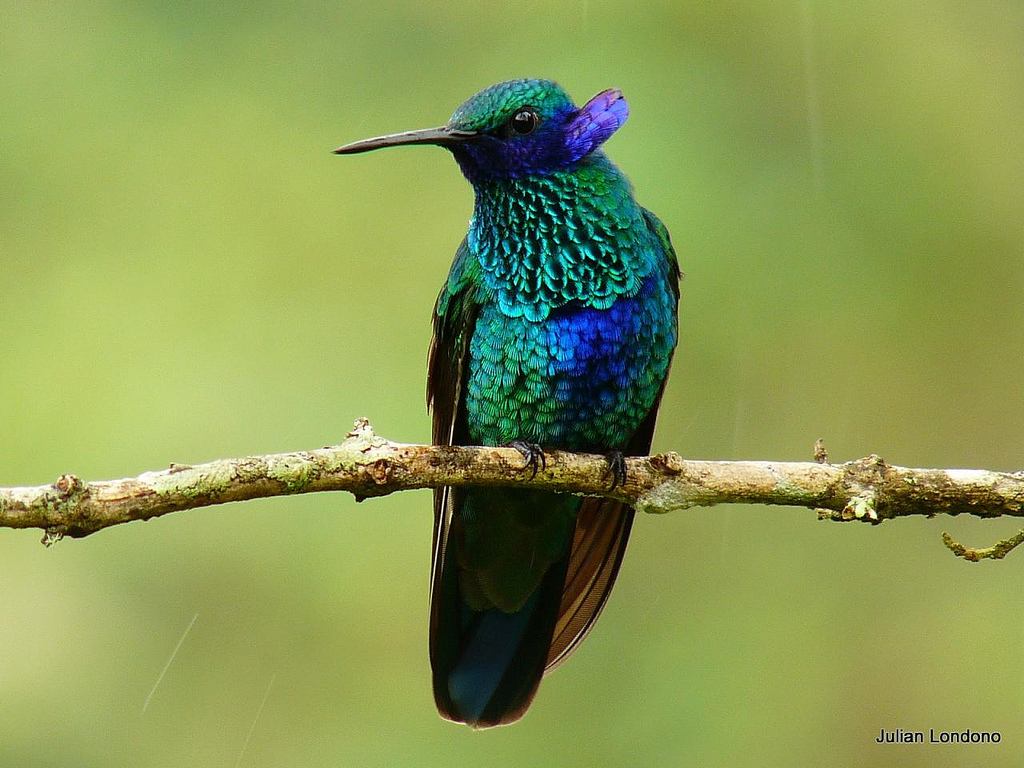
Синьочеревий колібрі

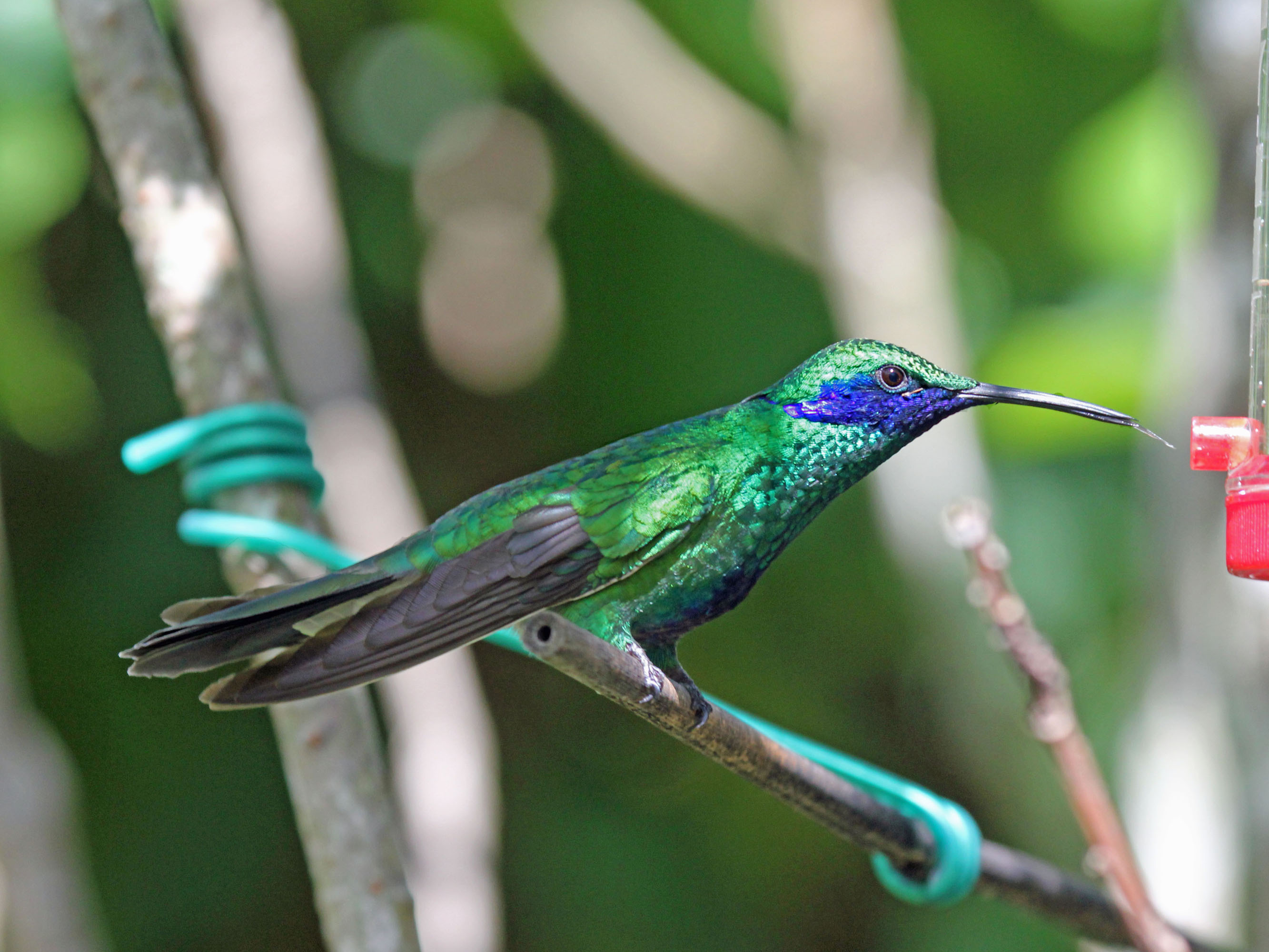
Синьочеревий колібрі

Довжина птаха становить 13-14 см, самці важать 5,5-8,5 г, самиці 6-7,5 г. У самців верхня частина тіла синьо-зелений з металевим відблиском, на скронях і щоках райдужні синьо-фіолетові плями, пера на них дещо виступають з боків голови. Підборіддя синьо-фіолетове, решта нижньої частини тіла зелена з синім відтінком. Хвіст металево-зелений зі сталево-синьою смугою на кінці. Дзьоб чорний, дещо вигнутий. 
Самиці є дещо меншими за самців, за очима у них є білі плями. У молодих птахів райдужні плями в оперенні відсутні, пера у них мають рудуваті краї. У представників підвиду C. c. germanus лоб, нижня частина тіла і хвіст більш сині. Існує також рідкісна, малодосліджена меланістична морфа синьочерервого колібрі. 

## Підвиди
Виділяють два підвиди:
- C. c. coruscans (Gould, 1846) — Анди у Венесуелі (Кордильєра-де-Мерида, Прибережний хребет), Колумбії, Еквадорі, Перу, Болівії і Венесуели, гори Сьєрра-де-Періха на кордоні Колумбії і Венесуелі, гірський масив Сьєрра-Невада-де-Санта-Марта на півночі Колумбії;
- C. c. germanus (Salvin & Godman, 1884) — тепуї Гвіанського нагір'я на півдні і південному сході Венесуели і в сусідніх районіх північної Бразилії і Гаяни.

## Поширення і екологія
Синьочереві колібрі мешкають у Венесуелі, Колумбії, Еквадорі, Перу, Болівії, Аргентині, Бразилії і Гаяни. Вони живуть на узліссях гірських тропічних лісів, у високогірних чагарникових заростях, на високогірних луках парамо і пуна, в парках і садах, на висоті від 1700 до 4500 м над рівнем моря. Популяції, що мешкають в парамо, під час негніздового періоду мігрують на висоту 2000 м над рівнем моря, решта популяцій веде переважно осілий спосіб життя.
Синьочереві колібрі живляться нектаром різноманітних квітучих рослин, зокрема з родів Castilleja, Centropogon, Clusia, Echeveria, Elleanthus, Erythrina, Eucalyptus, Guzmania, Inga, Salvia, Siphocampylus і Puya, а також комахами, яких ловлять в польоті. В більшості природних середовищ, за винятком парамо, вони аргесивно захищають квітучі дерева, нападаючи на інших колібрі. У Венесуелі сезон розмноження триває з липня по жовтень, в Аргентині з грудня по лютий. Гніздо чашоподібне, робиться з м'якого рослинного матеріалу, зовні покривається лишайниками, прикріплюється до направленої вниз гілки або в тріщині серед скель. В кладці 2 білих яйця розміром 17×10,5 мм і вагою 0,95 г. Інкубаційний період триває 17-18 днів.
Синьочереві колібрі демонструють екстримальний рівень нічного зціпеніння задля збереження енергії при низькій температурі на великій висоті: вночі температура їх тіла може становити 8 °C, у порівнянні з 36 °C — нормальною температурою вдень.
Згідно з дослідженням, у синьочеревого колібрі найменша середня товщина альвеолярно-капілярного бар'єру і найбільша питома маса дихальної поверхні серед усіх птахів.